# Duca di Loulé
Il duca di Loulé è un titolo nobiliare portoghese creato per la famiglia Moura Barreto nel 1862 per Nuno José Severo de Mendoça Rolim de Moura Barreto, marchese di Loulé e conte di Vale de Reis. Il nuovo duca discendeva dai primi sovrani portoghesi e apparteneva alla più alta nobiltà. Il primo duca fu più volte Primo Ministro del Portogallo e il 5 dicembre 1827 sposò l'Infanta Anna del Gesù di Braganza, figlia più giovane di re Giovanni VI di Portogallo.

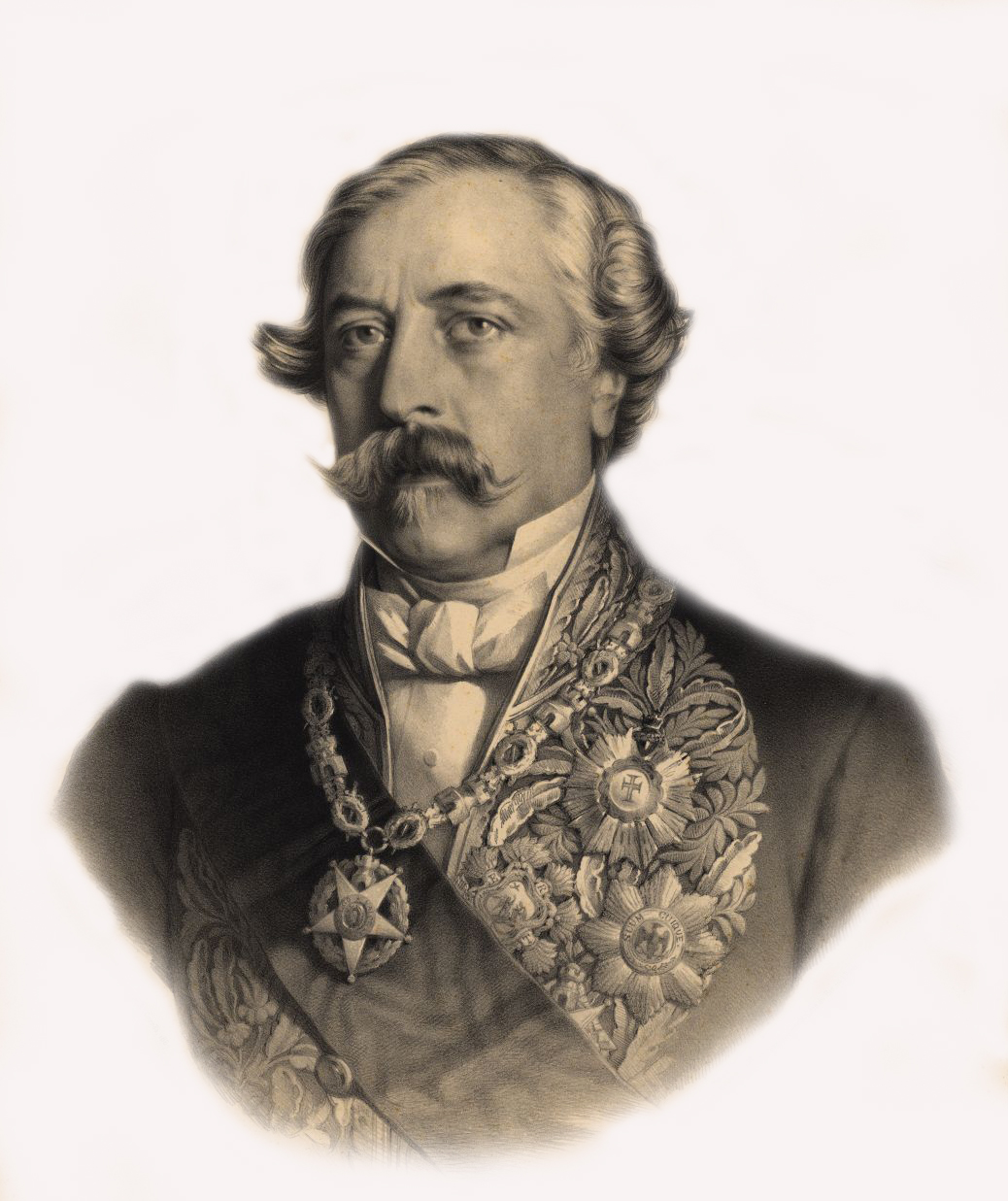
Nuno José Severo de Mendoça Rolim de Moura Barreto, marchese di Loulé e conte di Vale de Reis, primo duca di Loulé

Quando il re, esiliato, Manuele II del Portogallo morì nel 1932, a capo della Casa di Loulé era Costanza Maria de Figueiredo Cabral da Câmara, vedova del terzo duca e quarta duchessa di Loulé, a contare tutti i duchi successivi al primo, compresi quelli che non avevano mai registrato il titolo secondo le norme di legge.
L'attuale rappresentante della casa ducale è il pro-pro-pro-pronipote dell'Infanta, dom Pedro de Mendoça Rolim de Moura Barreto: porta il titolo di sesto Duca di Loulé nell'opera di D. Filipe de Loulé A Casa de Loulé e suas Alianças. Secondo alcuni sarebbe solo il quarto duca perché considerano il titolo rivendicato correttamente soltanto nel 1992 per il padre del D. Pedro, il terzo (o quinto) duca (che inoltre registrò lo stile di "Dom", che i Loulé tradizionalmente non avevano mai portato, anche se erano autorizzato a farlo). Secondo il relativo Boletim Oficial del 1998, una richiesta per il terzo rinnovamento del titolo ducale è stata presentata al Conselho de Nobreza, diretto dall'attuale Duca di Braganza.
Durante l'esilio di Dom Michele di Portogallo e dei suoi eredi maschi dal 1834 al 1950, i discendenti dell'Infanta Anna vissero in Portogallo. Di conseguenza, le pretese dell'attuale duca al trono, come rappresentante dei diritti dinastici dell'infanta, si contrappongono a quelli del duca di Braganza, discendente di Michele I. In "As Senhoras Infantas filhas de D. João VI", pubblicato a Lisbona nel 1938, Ângelo Pereira riporta, alla pagina 161, una lettera dell'infanta al suo fratello Pietro IV, che fa supporre il suo matrimonio non fosse stato autorizzato, anche se nessuna legge portoghese richiedeva a una infanta cadetta di ottenere il permesso reale per sposarsi. Il Pereira tuttavia era un sostenitore delle pretese dinastiche di Dom Michele di Portogallo: contrariamente a quanto da questi sostenuto il Decreto Reale di autorizzazione al matrimonio dell'Infanta Anna del Gesù di Braganza, figlia più giovane di re Giovanni IV di Portogallo venne rilasciato e il documento venne pubblicato, nel 2008, in anastatica nel libro di Nuno da Câmara Pereira: "O Usurpador-o poder sem pudor" unitamente ad altri scritti e documenti di interesse dinastico. Finché fu vivo il re Manuele II del Portogallo, benché in esilio, i duchi di Loulé non poterono rivendicare alcuna pretesa, non essendo ancora succeduti alla pretensione al trono, contrariamente ai rappresentanti della linea discendente da Dom Michele di Portogallo che, benché deposta, esiliata e privata così di fatto della cittadinanza portoghese e dei diritti dinastici continuarono a proclamarsi, dall'estero, eredi al trono del Portogallo. Dopo la morte del re Manuele II del Portogallo nel 1932 i duchi di Loulé, all'epoca rappresentati da Costanza Maria de Figueiredo Cabral da Câmara, vedova del terzo duca e quarta duchessa di Loulé non risulta abbiano rivendicato la successione, neppure al titolo ducale: nel frattempo il Portogallo era diventato una Repubblica (5 ottobre 1910) e costantemente in preda a un'instabilità politica violenta: colpi di Stato più o meno sanguinosi (ben due capi di governo vengono assassinati, nel 1918 e nel 1921), dal 1910 al 1926 si succedettero ben 45 governi, quasi tutti sotto il controllo dei militari. Nel 1926 si stabilì una nuova dittatura militare, presieduta dal generale António Óscar Carmona e infine il potere cadde nelle mani di António de Oliveira Salazar. 
La successione segue questo schema:
1. Nuno José Severo de Mendoça Rolim de Moura Barreto (nato nel 1804 e morto nel 1875) della famiglia de Mendoça Rolim de Moura Barreto marito della Infanta Anna del Gesù di Braganza, principessa Reale del Portogallo.
la successione passò quindi nella famiglia de Mendoça. A costui succedette il figlio
2. Pedro José Agostinho de Mendoça Rolim de Moura Barreto (nato nel 1830 e morto nel 1909) 
costui dalla moglie Constança de Figueiredo Cabral da Camara ebbe solo due figlie femmine, la prima delle quali succedette nei titoli alla morte del padre nel 1909 e fu:
3. Maria Domingas José de Mendonça Rolim de Moura Barreto (nata nel 1853 e morta nel 1928) che non si sposò e non ebbe discendenza. 
Alla di lei morte nel 1928 la sua sorella minore Ana de Jesus Maria de Mendoça de Figueiredo (nata nel 1854 e morta nel 1922) era già defunta. Aveva però sposato nel 1887 João Maria da Camara Berquo della famiglia da Camara, genitori di una sola figlia, Constança Maria da Conceição Berquó de Mendoça Rolim de Moura Barreto
la successione passò quindi nella famiglia da Camara
4. Constança Maria da Conceição Berquó de Mendoça Rolim de Moura Barreto (nata nel 1889 e morta nel 1965) succedette nei titoli alla morte della zia Maria Domingas José de Mendonça Rolim de Moura Barreto avvenuta nel 1928. Sposò José Pedro de Bastos Feio Folque, della famiglia Folque. La coppia ebbe cinque figli. 
la successione passò quindi nella famiglia Folque
alla morte della madre nel 1965 la successione passò al figlio maschio primogenito, ossia a:
5. Alberto Nuno Carlos Rita Folque de Mendóça Rolim de Moura Barreto (nato nel 1923 e morto nel 2003) che alla fine degli anni 1960, appena succeduto nei titoli dopo la morte della madre avvenuta nel 1965, fece pubblica rivendicazione dei suoi titoli nobiliari e dinastici e di successione al trono portoghese. 
Rinunciò al titolo ducale di Loulé e alla posizione di pretendente al trono portoghese a favore del suo figlio maggiore Pedro José Folque de Mendoça Rolim de Moura Barreto, avendo affidato il magistero dell'Ordine della Freccia (Orden de San Sebastián de la Flecha)[4] al suo terzogenito maschio Filipe Alberto (nato nel 1967) nel 1994.
attuale detentore dei titoli è quindi il figlio maggiore di Alberto Nuno Carlos, ossia:
6. Pedro José Folque de Mendoça Rolim de Moura Barreto (nato nel 1958) Privato di tutti i suoi titoli nobiliari per aver rivendicato la Corona del Portogallo

## Albero genealogico
|                                                                        |                                                                        |                                                                        |                                                                        |                                                                        |                                                                        |                                                                  |                                                                  |                                                                  |                                                                  |                                              |                                              |                                              |                                              |  |  | Giovanni VI (1767–1826) Re del Portogallo                                                                        | Giovanni VI (1767–1826) Re del Portogallo                                                                        | Giovanni VI (1767–1826) Re del Portogallo                                                                        | Giovanni VI (1767–1826) Re del Portogallo                                                                        | Giovanni VI (1767–1826) Re del Portogallo                                                                        | Giovanni VI (1767–1826) Re del Portogallo                                                                        |  |  |                                                              |                                                              |                                                              |                                                              |                                                                                                  |                                                                                                  |                                                                                                  |                                                                                                  | Agostinho Domingos José Mendoça de Moura Barreto (1780–1824) I Marchese di Loulé                 | Agostinho Domingos José Mendoça de Moura Barreto (1780–1824) I Marchese di Loulé                 | Agostinho Domingos José Mendoça de Moura Barreto (1780–1824) I Marchese di Loulé              | Agostinho Domingos José Mendoça de Moura Barreto (1780–1824) I Marchese di Loulé              | Agostinho Domingos José Mendoça de Moura Barreto (1780–1824) I Marchese di Loulé              | Agostinho Domingos José Mendoça de Moura Barreto (1780–1824) I Marchese di Loulé              |  |  |  |  |  |  |  |  |  |  |  |  |  |  |  |  |  |  |  |  |  |  |
|                                                                        |                                                                        |                                                                        |                                                                        |                                                                        |                                                                        |                                                                  |                                                                  |                                                                  |                                                                  |                                              |                                              |                                              |                                              |  |  | Giovanni VI (1767–1826) Re del Portogallo                                                                        | Giovanni VI (1767–1826) Re del Portogallo                                                                        | Giovanni VI (1767–1826) Re del Portogallo                                                                        | Giovanni VI (1767–1826) Re del Portogallo                                                                        | Giovanni VI (1767–1826) Re del Portogallo                                                                        | Giovanni VI (1767–1826) Re del Portogallo                                                                        |  |  |                                                              |                                                              |                                                              |                                                              |                                                                                                  |                                                                                                  |                                                                                                  |                                                                                                  | Agostinho Domingos José Mendoça de Moura Barreto (1780–1824) I Marchese di Loulé                 | Agostinho Domingos José Mendoça de Moura Barreto (1780–1824) I Marchese di Loulé                 | Agostinho Domingos José Mendoça de Moura Barreto (1780–1824) I Marchese di Loulé              | Agostinho Domingos José Mendoça de Moura Barreto (1780–1824) I Marchese di Loulé              | Agostinho Domingos José Mendoça de Moura Barreto (1780–1824) I Marchese di Loulé              | Agostinho Domingos José Mendoça de Moura Barreto (1780–1824) I Marchese di Loulé              |  |  |  |  |  |  |  |  |  |  |  |  |  |  |  |  |  |  |  |  |  |  |
|                                                                        |                                                                        |                                                                        |                                                                        |                                                                        |                                                                        |                                                                  |                                                                  |                                                                  |                                                                  |                                              |                                              |                                              |                                              |  |  | | | | | | |  |  |                                                              |                                                              |                                                              |                                                              |                                                                                                  |                                                                                                  |                                                                                                  |                                                                                                  |                                                                                                  |                                                                                                  |                                                                                               |                                                                                               |                                                                                               |                                                                                               |  |  |  |  |  |  |  |  |  |  |  |  |  |  |  |  |  |  |  |  |  |  |
|                                                                        |                                                                        |                                                                        |                                                                        | Pietro I/IV (1798–1834) Imperatore del Brasile Re del Portogallo       | Pietro I/IV (1798–1834) Imperatore del Brasile Re del Portogallo       | Pietro I/IV (1798–1834) Imperatore del Brasile Re del Portogallo | Pietro I/IV (1798–1834) Imperatore del Brasile Re del Portogallo | Pietro I/IV (1798–1834) Imperatore del Brasile Re del Portogallo | Pietro I/IV (1798–1834) Imperatore del Brasile Re del Portogallo |                                              |                                              |                                              |                                              |  |  | Michele I (1802–1866) Re del Portogallo, deposto e privato dei diritti dinastici per sé e per i suoi discendenti | Michele I (1802–1866) Re del Portogallo, deposto e privato dei diritti dinastici per sé e per i suoi discendenti | Michele I (1802–1866) Re del Portogallo, deposto e privato dei diritti dinastici per sé e per i suoi discendenti | Michele I (1802–1866) Re del Portogallo, deposto e privato dei diritti dinastici per sé e per i suoi discendenti | Michele I (1802–1866) Re del Portogallo, deposto e privato dei diritti dinastici per sé e per i suoi discendenti | Michele I (1802–1866) Re del Portogallo, deposto e privato dei diritti dinastici per sé e per i suoi discendenti |  |  | Anna del Gesù di Braganza (1806–1857) Infanta del Portogallo | Anna del Gesù di Braganza (1806–1857) Infanta del Portogallo | Anna del Gesù di Braganza (1806–1857) Infanta del Portogallo | Anna del Gesù di Braganza (1806–1857) Infanta del Portogallo | Anna del Gesù di Braganza (1806–1857) Infanta del Portogallo                                     | Anna del Gesù di Braganza (1806–1857) Infanta del Portogallo                                     |                                                                                                  |                                                                                                  | Nuno José Severo de Mendoça de Moura Barreto (1804–1875) II Marchese di Loulé I duca di Loulé    | Nuno José Severo de Mendoça de Moura Barreto (1804–1875) II Marchese di Loulé I duca di Loulé    | Nuno José Severo de Mendoça de Moura Barreto (1804–1875) II Marchese di Loulé I duca di Loulé | Nuno José Severo de Mendoça de Moura Barreto (1804–1875) II Marchese di Loulé I duca di Loulé | Nuno José Severo de Mendoça de Moura Barreto (1804–1875) II Marchese di Loulé I duca di Loulé | Nuno José Severo de Mendoça de Moura Barreto (1804–1875) II Marchese di Loulé I duca di Loulé |  |  |  |  |  |  |  |  |  |  |  |  |  |  |  |  |  |  |  |  |  |  |
|                                                                        |                                                                        |                                                                        |                                                                        | Pietro I/IV (1798–1834) Imperatore del Brasile Re del Portogallo       | Pietro I/IV (1798–1834) Imperatore del Brasile Re del Portogallo       | Pietro I/IV (1798–1834) Imperatore del Brasile Re del Portogallo | Pietro I/IV (1798–1834) Imperatore del Brasile Re del Portogallo | Pietro I/IV (1798–1834) Imperatore del Brasile Re del Portogallo | Pietro I/IV (1798–1834) Imperatore del Brasile Re del Portogallo |                                              |                                              |                                              |                                              |  |  | Michele I (1802–1866) Re del Portogallo, deposto e privato dei diritti dinastici per sé e per i suoi discendenti | Michele I (1802–1866) Re del Portogallo, deposto e privato dei diritti dinastici per sé e per i suoi discendenti | Michele I (1802–1866) Re del Portogallo, deposto e privato dei diritti dinastici per sé e per i suoi discendenti | Michele I (1802–1866) Re del Portogallo, deposto e privato dei diritti dinastici per sé e per i suoi discendenti | Michele I (1802–1866) Re del Portogallo, deposto e privato dei diritti dinastici per sé e per i suoi discendenti | Michele I (1802–1866) Re del Portogallo, deposto e privato dei diritti dinastici per sé e per i suoi discendenti |  |  | Anna del Gesù di Braganza (1806–1857) Infanta del Portogallo | Anna del Gesù di Braganza (1806–1857) Infanta del Portogallo | Anna del Gesù di Braganza (1806–1857) Infanta del Portogallo | Anna del Gesù di Braganza (1806–1857) Infanta del Portogallo | Anna del Gesù di Braganza (1806–1857) Infanta del Portogallo                                     | Anna del Gesù di Braganza (1806–1857) Infanta del Portogallo                                     |                                                                                                  |                                                                                                  | Nuno José Severo de Mendoça de Moura Barreto (1804–1875) II Marchese di Loulé I duca di Loulé    | Nuno José Severo de Mendoça de Moura Barreto (1804–1875) II Marchese di Loulé I duca di Loulé    | Nuno José Severo de Mendoça de Moura Barreto (1804–1875) II Marchese di Loulé I duca di Loulé | Nuno José Severo de Mendoça de Moura Barreto (1804–1875) II Marchese di Loulé I duca di Loulé | Nuno José Severo de Mendoça de Moura Barreto (1804–1875) II Marchese di Loulé I duca di Loulé | Nuno José Severo de Mendoça de Moura Barreto (1804–1875) II Marchese di Loulé I duca di Loulé |  |  |  |  |  |  |  |  |  |  |  |  |  |  |  |  |  |  |  |  |  |  |
|                                                                        |                                                                        |                                                                        |                                                                        |                                                                        |                                                                        |                                                                  |                                                                  |                                                                  |                                                                  |                                              |                                              |                                              |                                              |  |  | | | | | | |  |  |                                                              |                                                              |                                                              |                                                              |                                                                                                  |                                                                                                  |                                                                                                  |                                                                                                  |                                                                                                  |                                                                                                  |                                                                                               |                                                                                               |                                                                                               |                                                                                               |  |  |  |  |  |  |  |  |  |  |  |  |  |  |  |  |  |  |  |  |  |  |
|                                                                        |                                                                        |                                                                        |                                                                        |                                                                        |                                                                        |                                                                  |                                                                  |                                                                  |                                                                  |                                              |                                              |                                              |                                              |  |  | | | | | | |  |  |                                                              |                                                              |                                                              |                                                              |                                                                                                  |                                                                                                  |                                                                                                  |                                                                                                  |                                                                                                  |                                                                                                  |                                                                                               |                                                                                               |                                                                                               |                                                                                               |  |  |  |  |  |  |  |  |  |  |  |  |  |  |  |  |  |  |  |  |  |  |
| Maria II (1819–1853) Regina del Portogallo                             | Maria II (1819–1853) Regina del Portogallo                             | Maria II (1819–1853) Regina del Portogallo                             | Maria II (1819–1853) Regina del Portogallo                             | Maria II (1819–1853) Regina del Portogallo                             | Maria II (1819–1853) Regina del Portogallo                             |                                                                  |                                                                  | Pietro II (1825–1891) Imperatore del Brasile                     | Pietro II (1825–1891) Imperatore del Brasile                     | Pietro II (1825–1891) Imperatore del Brasile | Pietro II (1825–1891) Imperatore del Brasile | Pietro II (1825–1891) Imperatore del Brasile | Pietro II (1825–1891) Imperatore del Brasile |  |  | Michele Gennaro (1853–1927) pretendente                                                                          | Michele Gennaro (1853–1927) pretendente                                                                          | Michele Gennaro (1853–1927) pretendente                                                                          | Michele Gennaro (1853–1927) pretendente                                                                          | Michele Gennaro (1853–1927) pretendente                                                                          | Michele Gennaro (1853–1927) pretendente                                                                          |  |  |                                                              |                                                              |                                                              |                                                              | Pedro José Agostinho Mendoça de Moura Barreto (1830–1909) III Marchese di Loulé II Duca di Loulé | Pedro José Agostinho Mendoça de Moura Barreto (1830–1909) III Marchese di Loulé II Duca di Loulé | Pedro José Agostinho Mendoça de Moura Barreto (1830–1909) III Marchese di Loulé II Duca di Loulé | Pedro José Agostinho Mendoça de Moura Barreto (1830–1909) III Marchese di Loulé II Duca di Loulé | Pedro José Agostinho Mendoça de Moura Barreto (1830–1909) III Marchese di Loulé II Duca di Loulé | Pedro José Agostinho Mendoça de Moura Barreto (1830–1909) III Marchese di Loulé II Duca di Loulé |                                                                                               |                                                                                               |                                                                                               |                                                                                               |  |  |  |  |  |  |  |  |  |  |  |  |  |  |  |  |  |  |  |  |  |  |
| Maria II (1819–1853) Regina del Portogallo                             | Maria II (1819–1853) Regina del Portogallo                             | Maria II (1819–1853) Regina del Portogallo                             | Maria II (1819–1853) Regina del Portogallo                             | Maria II (1819–1853) Regina del Portogallo                             | Maria II (1819–1853) Regina del Portogallo                             |                                                                  |                                                                  | Pietro II (1825–1891) Imperatore del Brasile                     | Pietro II (1825–1891) Imperatore del Brasile                     | Pietro II (1825–1891) Imperatore del Brasile | Pietro II (1825–1891) Imperatore del Brasile | Pietro II (1825–1891) Imperatore del Brasile | Pietro II (1825–1891) Imperatore del Brasile |  |  | Michele Gennaro (1853–1927) pretendente                                                                          | Michele Gennaro (1853–1927) pretendente                                                                          | Michele Gennaro (1853–1927) pretendente                                                                          | Michele Gennaro (1853–1927) pretendente                                                                          | Michele Gennaro (1853–1927) pretendente                                                                          | Michele Gennaro (1853–1927) pretendente                                                                          |  |  |                                                              |                                                              |                                                              |                                                              | Pedro José Agostinho Mendoça de Moura Barreto (1830–1909) III Marchese di Loulé II Duca di Loulé | Pedro José Agostinho Mendoça de Moura Barreto (1830–1909) III Marchese di Loulé II Duca di Loulé | Pedro José Agostinho Mendoça de Moura Barreto (1830–1909) III Marchese di Loulé II Duca di Loulé | Pedro José Agostinho Mendoça de Moura Barreto (1830–1909) III Marchese di Loulé II Duca di Loulé | Pedro José Agostinho Mendoça de Moura Barreto (1830–1909) III Marchese di Loulé II Duca di Loulé | Pedro José Agostinho Mendoça de Moura Barreto (1830–1909) III Marchese di Loulé II Duca di Loulé |                                                                                               |                                                                                               |                                                                                               |                                                                                               |  |  |  |  |  |  |  |  |  |  |  |  |  |  |  |  |  |  |  |  |  |  |
| Casa di Braganza Saxe-Coburg-Gotha, Re del Portogallo dal 1826 al 1932 | Casa di Braganza Saxe-Coburg-Gotha, Re del Portogallo dal 1826 al 1932 | Casa di Braganza Saxe-Coburg-Gotha, Re del Portogallo dal 1826 al 1932 | Casa di Braganza Saxe-Coburg-Gotha, Re del Portogallo dal 1826 al 1932 | Casa di Braganza Saxe-Coburg-Gotha, Re del Portogallo dal 1826 al 1932 | Casa di Braganza Saxe-Coburg-Gotha, Re del Portogallo dal 1826 al 1932 |                                                                  |                                                                  |                                                                  |                                                                  |                                              |                                              |                                              |                                              |  |  | Duarte Nuno (1907–1976) pretendente                                                                              | Duarte Nuno (1907–1976) pretendente                                                                              | Duarte Nuno (1907–1976) pretendente                                                                              | Duarte Nuno (1907–1976) pretendente                                                                              | Duarte Nuno (1907–1976) pretendente                                                                              | Duarte Nuno (1907–1976) pretendente                                                                              |  |  |                                                              |                                                              |                                                              |                                                              |                                                                                                  |                                                                                                  |                                                                                                  |                                                                                                  |                                                                                                  |                                                                                                  |                                                                                               |                                                                                               |                                                                                               |                                                                                               |  |  |  |  |  |  |  |  |  |  |  |  |  |  |  |  |  |  |  |  |  |  |
| Casa di Braganza Saxe-Coburg-Gotha, Re del Portogallo dal 1826 al 1932 | Casa di Braganza Saxe-Coburg-Gotha, Re del Portogallo dal 1826 al 1932 | Casa di Braganza Saxe-Coburg-Gotha, Re del Portogallo dal 1826 al 1932 | Casa di Braganza Saxe-Coburg-Gotha, Re del Portogallo dal 1826 al 1932 | Casa di Braganza Saxe-Coburg-Gotha, Re del Portogallo dal 1826 al 1932 | Casa di Braganza Saxe-Coburg-Gotha, Re del Portogallo dal 1826 al 1932 |                                                                  |                                                                  |                                                                  |                                                                  |                                              |                                              |                                              |                                              |  |  | Duarte Nuno (1907–1976) pretendente                                                                              | Duarte Nuno (1907–1976) pretendente                                                                              | Duarte Nuno (1907–1976) pretendente                                                                              | Duarte Nuno (1907–1976) pretendente                                                                              | Duarte Nuno (1907–1976) pretendente                                                                              | Duarte Nuno (1907–1976) pretendente                                                                              |  |  |                                                              |                                                              |                                                              |                                                              |                                                                                                  |                                                                                                  |                                                                                                  |                                                                                                  |                                                                                                  |                                                                                                  |                                                                                               |                                                                                               |                                                                                               |                                                                                               |  |  |  |  |  |  |  |  |  |  |  |  |  |  |  |  |  |  |  |  |  |  |
| Maria Pia (1907–1995) pretendente (in disputa)                         | Maria Pia (1907–1995) pretendente (in disputa)                         | Maria Pia (1907–1995) pretendente (in disputa)                         | Maria Pia (1907–1995) pretendente (in disputa)                         | Maria Pia (1907–1995) pretendente (in disputa)                         | Maria Pia (1907–1995) pretendente (in disputa)                         |                                                                  |                                                                  | Casa di Orléans-Braganza                                         | Casa di Orléans-Braganza                                         | Casa di Orléans-Braganza                     | Casa di Orléans-Braganza                     | Casa di Orléans-Braganza                     | Casa di Orléans-Braganza                     |  |  | Casa di Braganza Linea Miguelista                                                                                | Casa di Braganza Linea Miguelista                                                                                | Casa di Braganza Linea Miguelista                                                                                | Casa di Braganza Linea Miguelista                                                                                | Casa di Braganza Linea Miguelista                                                                                | Casa di Braganza Linea Miguelista                                                                                |  |  |                                                              |                                                              |                                                              |                                                              | Casella "HL" non definita                                                                        | Casella "HL" non definita                                                                        | Casella "HL" non definita                                                                        | Casella "HL" non definita                                                                        | Casella "HL" non definita                                                                        | Casella "HL" non definita                                                                        |                                                                                               |                                                                                               |                                                                                               |                                                                                               |  |  |  |  |  |  |  |  |  |  |  |  |  |  |  |  |  |  |  |  |  |  |

## Elenco dei duchi di Loulé
1. D. Nuno José Severo de Mendoça Rolim de Moura Barreto, I duca di Loulé (1804–1875)
2. D. Pedro José Agostinho de Mendoça Rolim de Moura Barreto (1830–1909)
3. D. Maria Domingas José de Mendonça Rolim de Moura Barreto (1853–1928)
4. D. Constança Maria da Conceição Berquó de Mendoça Rolim de Moura Barreto (1889–1965)
5. D. Alberto Nuno Carlos Rita Folque de Mendóça Rolim de Moura Barreto (1923–2003)
6. D. Pedro José Folque de Mendoça Rolim de Moura Barreto, VI duca di Loulé, Capo della Real Casa del Portogallo (1958–)

## Palácio do Duque de Loulé

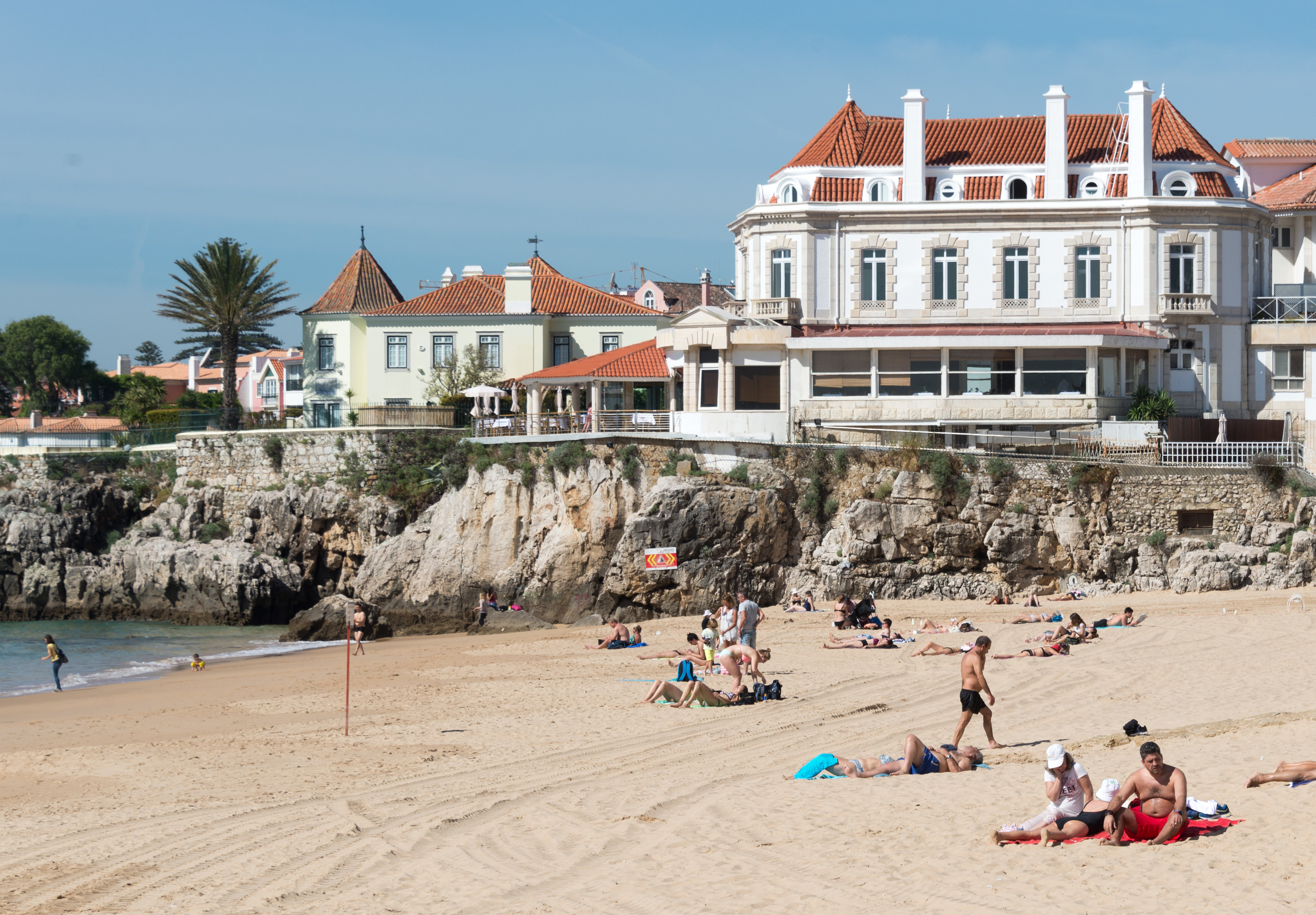
Palácio do Duque de Loulé (a destra) sulla costa portoghese

Il Palácio do Duque de Loulé (palazzo del duca di Loulé) è un celebre palazzo in Cascais. Costruito nel 1870 dal I Duca di Loulé, oggi trasformato in albergo di lusso, l'Hotel Albatroz.